# Калеб
Калеб е цар на Аксум през 6 век. Окупира южноарабското царство Химярит.